# Ars poetica (Horaz)
Die Ars Poetica ist ein von Horaz verfasstes, ungefähr zwischen 19 und 10 v. Chr. erschienenes Werk. In den 476 Hexametern stellt er eine Art Handbuch dar, das weiteren Dichter eine Art Vorlage für das Poesie schreiben bietet, welches besonders noch bis weit nach seiner Zeit für eben jenes verwendet wurde. Somit ist die „Ars Poetica“ nicht nur Horaz‘ längste, sondern auch seine einflussreichste poetische Dichtung.

## Hintergrund
Die Inhalte der „Ars Poetica“ stehen in Zusammenhang mit dem hellenistischen Autor Neoptolemus von Parion, der im 3. Jahrhundert v. Chr. lebte. Durch eben jenen prägte sich die Sichtweise Horaz‘ auf die Poesie, die er besonders im ersten Vers des Werkes ausdrückt.
Diese Sichtweise ist als Brief formuliert, adressiert an die Piso Familie bzw. genauer gesagt an L. Calpurnius Piso Caesoninus, einen durch Kaiser Tiberius ernannter Stadtpräfekt. Somit ist der Ton des Werkes informell gehalten.
Im Sinne der Einordnung der „Ars Poetica“ in Horaz‘ Werke ist man sich uneinig. Denn inhaltlich lässt sie sich zu den sogenannten Episteln einordnen, wenn aber von einer späteren Entstehungszeit ausgegangen wird, auch nach diesen.

## Inhalt
Die 476 Hexameter lassen sich thematisch in fünf Einheiten unterteilen.
Hierbei äußert Horaz‘ in der ersten Einheit, die sich vom ersten bis zum 88. Vers spannt, Forderungen an den Dichter, die sich allerdings noch nicht auf das Drama beziehen. 
So wird hier unter anderem die Wichtigkeit des Einklangs eines Werkes anhand eines Gedankenspiels skizziert, bei welchem dem Leser ein Maler präsentiert wird, der auf seinem Gemälde Mensch, Pferd und Federn zu kombinieren versucht, was zu einem lachhaften Ergebnis führt. Des Weiteren wird auf Fähigkeiten eingegangen, die der Dichter besitzen muss, um eben solche Fehler zu vermeiden. Daneben betont Horaz‘ auch die richtige Wahl des Gegenstandes eines Werkes als Voraussetzung eines guten Werkes und geht auch auf Sprachliches ein.
In der zweiten Einheit, von Vers 89 bis 152, leitet er auf das Drama hin, einsetzend mit einem Vergleich von Tragödie und Komödie, der diese beiden Genres voneinander abgrenzt. Ebenfalls wird die Personengestaltung im Drama beleuchtet, wobei darauf geachtet werden solle, dass sich eine Figur im Laufe des Stückes nicht ändere.
Die dritte Einheit (Vers 153 bis 201) geht auf die Gestaltung des Dramas ein. So solle man, statt nur auf Erzählungen zu beruhen, die Handlung darstellen, wobei aber auf Gewaltdarstellung verzichtet werden solle. Außerdem äußert Horaz eine für seine Zeit ungewöhnliche Idee – er fordert nämlich das Einbringen des Chors.
Die vierte Einheit (Vers 202 bis 308) spricht über Musik und darüber, wie an das Satyrspiel herangegangen werden muss – nämlich abgrenzend sowohl von Tragödie als auch von Komödie. Des Weiteren wird anhand historischer Rückblicke die Entwicklung der griechischen Tragödie skizziert. Dabei sollen diese Verse besonders von Dramatikern zu Herzen genommen werden.
Im letzten Abschnitt, der sich von Vers 309 bis 476 erstreckt, zeigt Horaz die Unterschiede der griechischen und der römischen Jugend auf und meint, dass eben diese Jugend durch die Werke gebildet werden müsse. So müsse das Werk sowohl amüsieren als auch mahnen, damit man als Dichter nicht verhöhnt werde.